# Выборное (Крым)
Вы́борное (до 1948 года Ташки́ Ру́сские, Ташке́ Ру́сский; укр. Виборне, крымскотат. Rus Taşke, Рус Ташке) — исчезнувшее село в Сакском районе Республики Крым (согласно административно-территориальному делению Украины — Автономной Республики Крым), располагавшееся в центре района, в степной зоне Крыма. Находилось на старом проезжем тракте из Гёзлева в Перекоп (сейчас автодорога 35К-015 Евпатория — Раздольное) примерно в 1,5 км севернее современного села Великое.

## История
Время образования села Ташки русские пока не установлено: ни карте Крымского Стат. управления 1922 года и в Списке населённых пунктов Крымской АССР по Всесоюзной переписи 17 декабря 1926 года, записано одно село Ташке в составе Болек-Аджинского сельсовета Евпаторийского района, хотя на километровой карте Генштаба Красной армии 1941 года (составленной, в основном, на основе карт 1920 года, 1912 и 1938 года) обозначены две части села. Отдельно Ташки русские обозначены на двухкилометровке РККА 1942 года.
После освобождения Крыма от фашистов, 12 августа 1944 года было принято постановление № ГОКО-6372с «О переселении колхозников в районы Крыма» и в сентябре 1944 года в район приехали первые новосёлы (150 семей) из Киевской и Каменец-Подольской областей, а в начале 1950-х годов последовала вторая волна переселенцев из различных областей Украины. С 25 июня 1946 года Ташки русские в составе Крымской области РСФСР. Указом Президиума Верховного Совета РСФСР от 18 мая 1948 года, Ташки русские переименовали в Выборное. 26 апреля 1954 года Крымская область была передана из состава РСФСР в состав УССР. Ликвидировано к 1960 году, поскольку на эту дату селение в списках уже не значилось (согласно справочнику «Крымская область. Административно-территориальное деление на 1 января 1968 года» — в период с 1954 по 1968 год, как село Ромашкинского сельсовета).